# Horní čp. 134 (Prachatice)
Horní č. p. 134 je původem gotický, později v 16. století výrazně přestavěný měšťanský dům v Prachaticích. Uliční fasáda má dochované a částečně rekonstruované průčelí z doby doznívající pozdní gotiky a nástupu renesance. Fasádu domu pokrývá hrubá, pouze zednickou lžící strhávaná, omítka šedohnědé barvy s bílošedým nárožním kvádrováním a naznačením původních okenních otvorů orámovaných iluzivními šambránami. Fasáda vrcholí renesanční atikou ve formě cimbuří. Dům je součástí městské památkové rezervace Prachatice. Od 3. května 1958 chráněná kulturní památka. 

## Popis domu
Jednopatrový historický dům s tříosým uličním průčelím a atikovým druhým půdním patrem, vrcholící atikou ve formě cimbuří. Fasádě dominují naznačené iluzorní původní okenní otvory se šambránami a šedobílé nárožní kvádrování. Hmota přízemí je prolomena vpravo pravoúhlým vstupním otvorem, v němž jsou osazena novodobá dřevěná dvojkřídlá vrata. V přízemí jsou nalevo do vrat dva okenní otvory, s novodobými výplněmi, dřevěnými dvoukřídlými okny členěnými do kříže. Nad vstupními dveřmi se nachází na kletované omítce vymalované cechovní znamení, jde pravděpodobně o znak nožířského řemesla. Pod nimi se nacházejí dvě větrací okénka do sklepa, která jsou kryta železnými dvířky, kovářsky provedenými. Hmota prvního patra je prolomena trojicí okenních otvorů, v nichž jsou osazena okna stejného typu jako okna v přízemí. Zcela vpravo se nachází drobná nika zaklenutá gotickým lomeným obloukem. Fasáda domu je pokryta hrubou, pouze zednickou lžící strhávanou, omítkou šedohnědé barvy s bílošedým nárožním kvádrováním a orámování původních okenních a dveřních otvorů. Pod kordonovou římsou, oddělující atikové patro, jsou vymalovány dva rožmberské erby. Atika, za kterou se nachází půda, je prolomena trojicí okenních otvorů, které jsou zakryty prkennými výplněmi. Střecha za atikou je sedlová, podélně orientovaná. Původní renesanční střecha byla dvoupultová, se středovým úžlabím, otvor pro bývalý střešní žlab vlevo rozděluje kordonovou římsu na dvě části. Dvornímu průčelí dominuje pavlač v patře, kterou podepírají dřevěné sloupky. Hmota dvorní fasády, jež zde tvoří původní gotická hradba, je v přízemí vlevo prolomena vstupními dveřmi. V přízemí je jediný okenní otvor vedoucí z levého traktu. Hmota patra ve dvoře je prolomena vstupním dveřmi, vedoucími na pavlač. Napravo se nacházejí dvě dvojice sdružených oken. K hodnotným prvkům patří částečně zachovaná dispozice přízemí s černou kuchyní a s dvěma prostory s křížovými klenbami, úsek středověké hradební zdi o šířce 200 cm, tvořící část zadního průčelí domu, obnovený výraz uličního průčelí a zejména mimořádně hodnotné renesanční klenuté sklepy. Objekt byl v minulosti využíván jako obytný, stejně tak je tomu je v současnosti, v domě jsou tři bytové jednotky.

## Historie domu

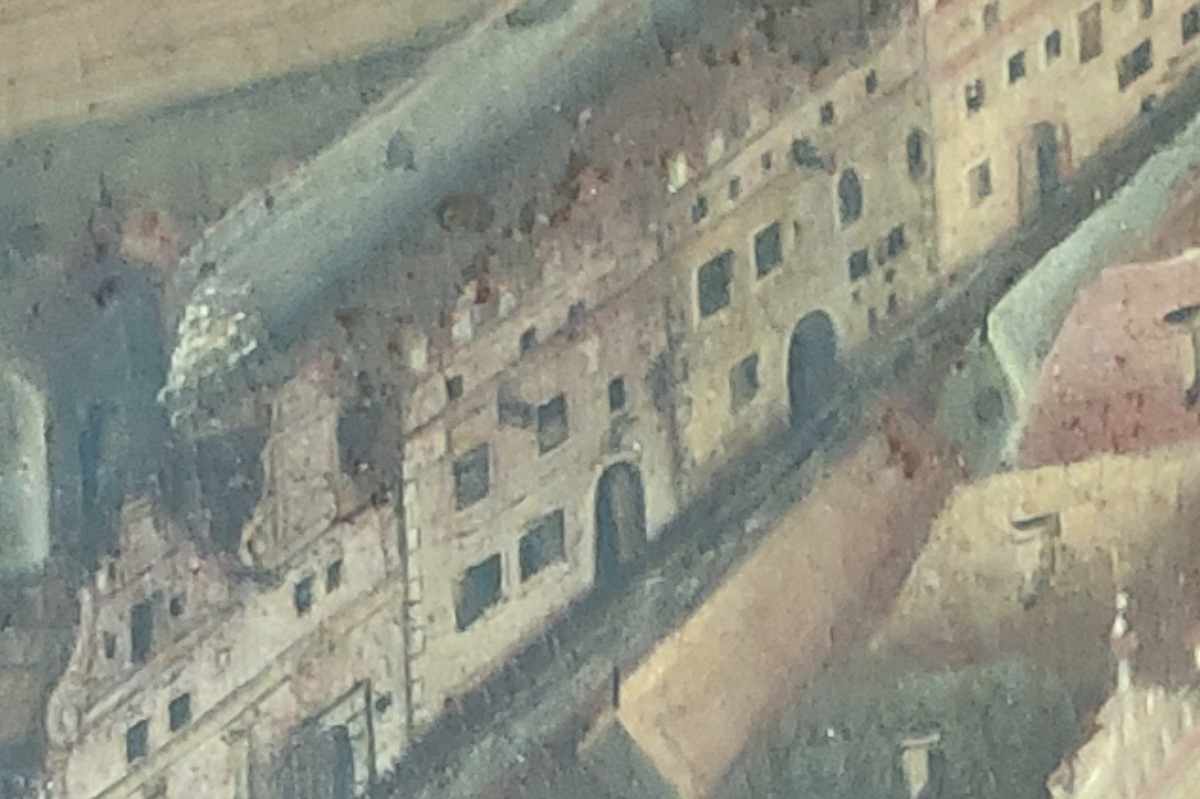
Vyobrazení č.p. 134 (uprostřed) na obraze Jindřicha De Verle z roku 1670.

Dům je gotického původu, existenci domu lze předpokládat již ve 14. století. Z období gotiky pochází pravděpodobně zdivo sklepa, přízemí, částečně i prvního patra a černá kuchyně v přízemí objektu. V 16. století byl dům výrazně přestavěn, prodloužen až ke vnitřní gotické městské hradbě a nové prostory v přízemí byly zaklenuty křížovou klenbou. Dále byly v renesanci nově zaklenuty sklepy (do té doby pravděpodobně zakryté pouze trámovým stropem), bylo nastavěno atikové půdní patro a střecha za atikou byla změněna na dvoupultovou, příčně orientovanou k průčelí. Dům rovněž dostal novou fasádu, odpovídající přibližně dnešní podobě. Dataci přestavby lze, podle typu použité výzdoby fasády a typu atiky, datovat do poměrně širokého rozmezí mezi roky 1525-1560. Podobné typy hrubých, pouze zednickou lžící strhávaných, omítek se jsou sice v Prachaticích doloženy již ve 14. a 15. století, postupně se však měnila a vyvíjela forma a barevnost výzdoby okenních šambrán a nárožního kvádrování podle aktuální módy, až k jisté abstraktnosti pozdně gotických fasád. Poslední vývojovou fází fasád tohoto typu je právě typ výzdoby fasády, z přelomu pozdní gotiky a renesance, jaký je prezentován na uliční fasádě domu. Později se vyskytovaly ve městě již převážně omítky hlazené (kletované) nebo sgrafitové. Šedohnědá barva fasády pak evokuje barvu místního kamene, prachatického dioritu. Renesanční podoba domu je dobře viditelná i na obraze Jindřicha de Verle z roku 1670 (znovu se ukazuje, že vyobrazení města a jednotlivých domů na obraze Jindřicha de Verle je velmi věrné a odpovídá nálezovým situacím, které byly učiněny při restaurátorských průzkumech fasád; při bližším pohledu jsou dokonce na obraze na fasádě rozeznatelné obě Rožmberské růže). Dům byl následně upraven v baroku. Další úpravy byly provedeny v 19. století. Dům možná nebyl, jako jeden z mála domů ve městě, poškozen při velkém požáru města v roce 1832. Krov pochází z roku 1853. Průčelí domu bylo následně upraveno v 90. letech 19. století do poměrně jednoduché podoby, členěné pouze kordonovými římsami. Na základě restaurátorského průzkumu, provedeného Hynkem Mertou v roce 1996, byla v 90. letech fasáda restaurována a částečně rekonstruovaná do dnešní podoby, evokující renesanční podobu domu. Při této rekonstrukci byla rovněž obnovena atika domu. 

## Galerie

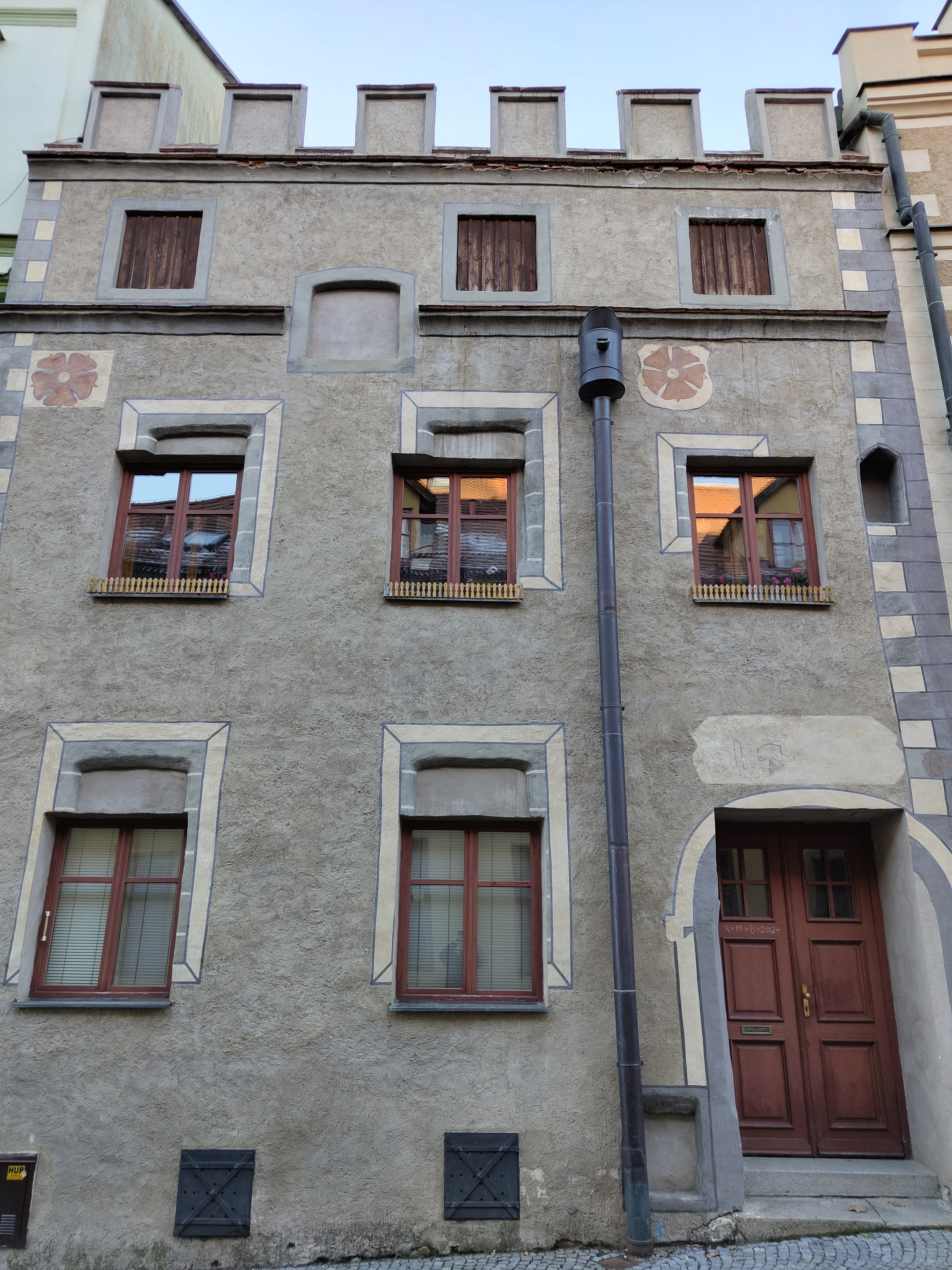
Horní čp. 134 (Prachatice), čelní fasáda
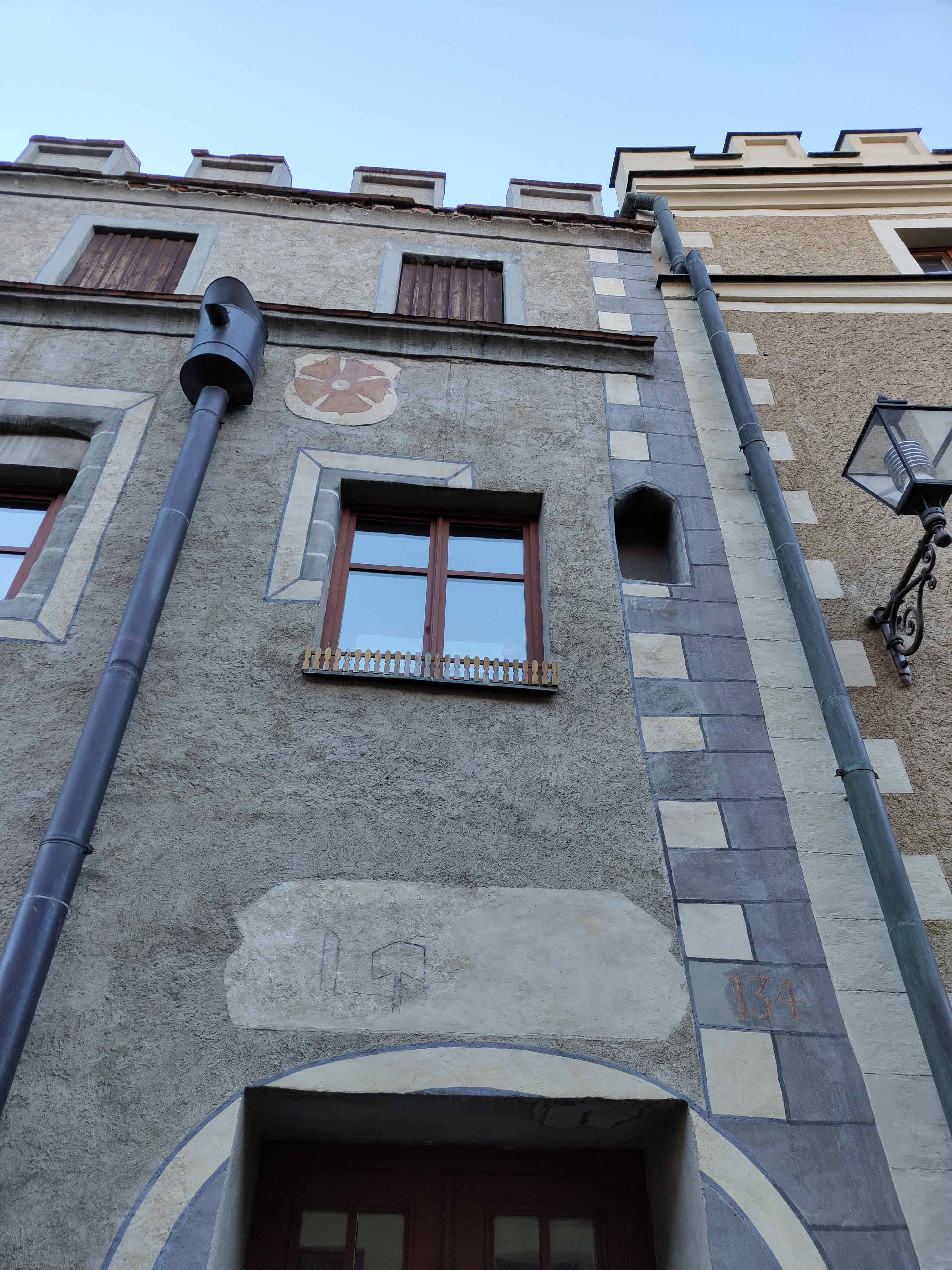
Horní čp. 134 (Prachatice), detail výzdoby
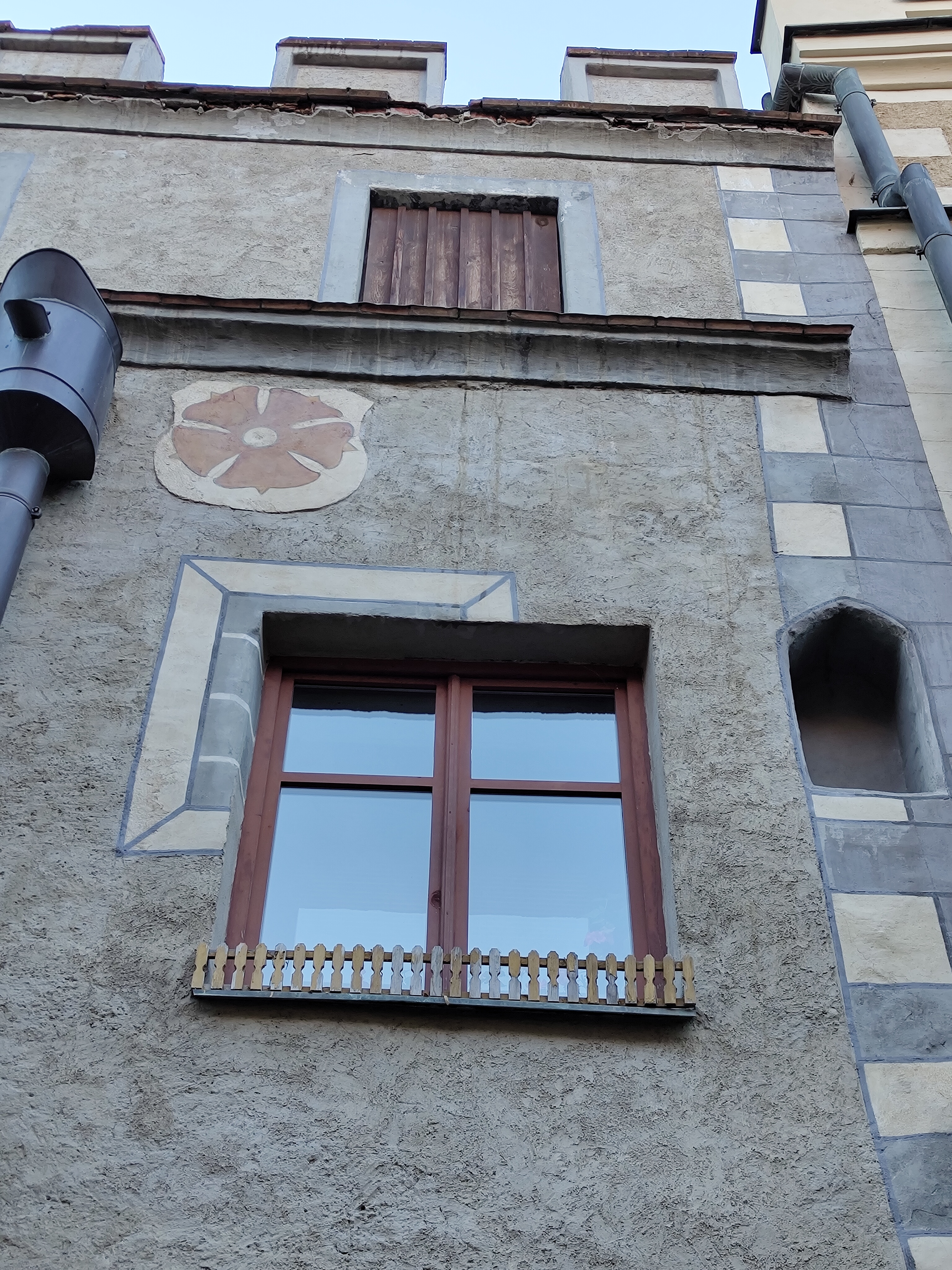
Horní čp. 134 (Prachatice), detail výzdoby kolem okna v patře
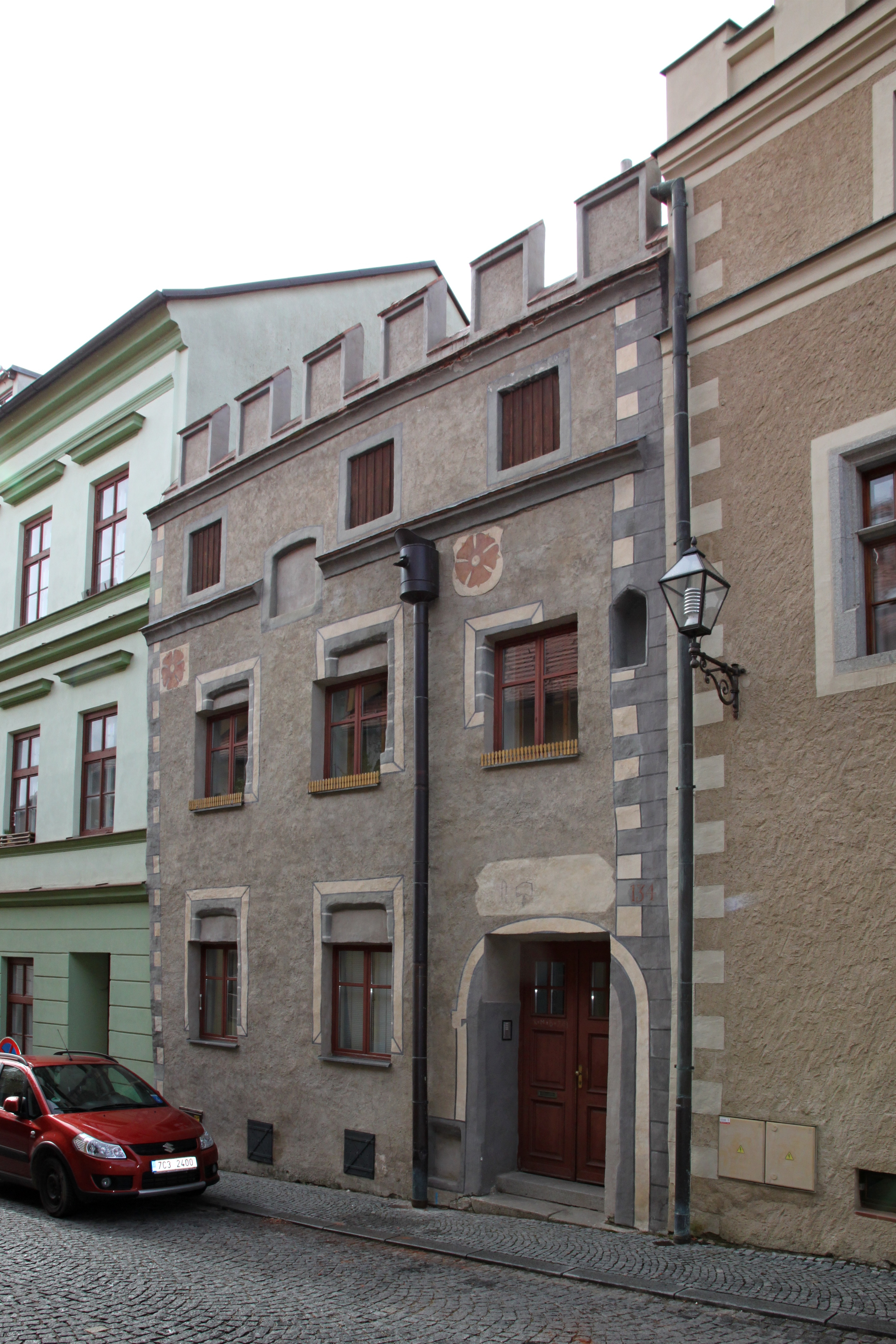
Horní čp. 134 (Prachatice), fasáda z Horní ulice